# Cosmin Olăroiu
Aurelian Cosmin Olăroiu (ur. 10 czerwca 1969 roku w Bukareszcie), rumuński piłkarz występujący na pozycji środkowego pomocnika, i trener piłkarski. Początkowo grał w klubach z niższych lig. W 1992 roku trafił do Naționalu Bukareszt, w którego barwach zadebiutował w Divizii A. Ponadto był zawodnikiem Universitatei Craiova. W 1997 roku wyemigrował do Korei Południowej, gdzie dwa lata później w wieku trzydziestu lat zakończył piłkarską karierę.
Od końca 2005 roku do czerwca 2007 był trenerem Steauy Bukareszt, z którą zdobył mistrzostwo Rumunii oraz osiągnął dwa najlepsze w ostatnim czasie wyniki w europejskich rozgrywkach - dotarł do półfinału Pucharu UEFA i po wieloletniej przerwie awansował do Ligi Mistrzów. Przez wielu obserwatorów jest, obok swojego równolatka Răzvana Lucescu, uznawany za najbardziej utalentowanego szkoleniowca rumuńskiego młodego pokolenia.

## Kariera szkoleniowa
Pracę szkoleniową zaczynał w Naționalu Bukareszt, który prowadził przez cały sezon 2001–2002. W następnym został zatrudniony w Steaule Bukareszt, ale zwolniono go już po siedmiu pierwszych kolejkach.
Powrócił do Naționalu, w którym, z krótką przerwą - został zdymisjonowany po sezonie 2002-03, ponownie objął obowiązki szkoleniowe w tym klubie po pięciu meczach nowego sezonu - pracował do końca 2004 roku.
Rundę wiosenną sezonu 2004–2005 rozpoczął jako trener Politehniki Timișoara, która została właśnie kupiona przez koncern paliwowy Balkan Petroleum. Nowi działacze, oprócz Olăroiu, sprowadzili do klubu reprezentantów Rumunii Cosmina Contrę i Viorela Moldovana, i dzięki temu drużyna, która poprzednio broniła się przed spadkiem w lidze, zajęła szóste miejsce. Jednak po słabym początku rozgrywek 2005-06 Olăroiu otrzymał wymówienie.
Wówczas też ponownie zgłosiła się do niego Steaua, gdzie pracuje do dziś. Osiągnął z nią największy od dekady sukces w europejskich pucharach - półfinał Pucharu UEFA, pechowo przegrany z Middlesbrough FC (1:0, 2:4; bramka w drugim meczu stracona w ostatniej minucie). W kolejnym sezonie po wywalczeniu mistrzostwa kraju, pierwszy raz po wieloletniej przerwie, Steaua awansowała do Ligi Mistrzów, gdzie, mimo iż wygrała 4:1 z Dynamem Kijów i zremisowała z Olympique Lyon, to zajęła trzecie miejsce, gwarantujące jedynie start w Pucharze UEFA. W czerwcu 2007 roku po tym, jak Steaua przegrała walkę o mistrzostwo kraju z Dinamem Bukareszt, Olăroiu został zmieniony przez Gheorghe Hagiego.
Niedługo potem znalazł zatrudnienie w saudyjskim Al-Hilal Rijad.

## Sukcesy szkoleniowe
- finał Pucharu Rumunii 2003 z Naționalem
- mistrzostwo Rumunii 2006, Superpuchar Rumunii 2006, półfinał Pucharu UEFA 2006 oraz awans do Ligi Mistrzów 2006–2007 ze Steauą